# Virtuell assistent (yrke)
En virtuell assistent är en person som arbetar på distans med att hjälpa andra, framför allt entreprenörer, med administrationsgöromål. 
En virtuell assistent kan bland annat arbeta med:
- Enklare ekonomisk administration
- Uppdatera inkorgen och svara på e-post
- Uppdatera hemsidor
- Boka möten, planera och boka resor
- Kundservice
- Skriva nyhetsbrev
- Skapa och genomföra marknadskampanjer
- Korrekturläsning